# Bratoszewice (gmina)
Bratoszewice – dawna gmina wiejska istniejąca do 1954 w Łódzkiem. Siedzibą władz gminy były Bratoszewice.
Gmina powstała w Królestwie Kongresowym na mocy ukazu carskiego z 16 marca 1859 roku, a po jego podziale na powiaty i gminy z początkiem 1867 roku gmina weszła w skład powiatu brzezińskiego w guberni piotrkowskiej. 19 maja?/31 maja 1870 do gminy przyłączono pozbawione praw miejskich Głowno (od 1925 formalnie znów samodzielne miasto).
W 1919 roku gmina weszła w skład woj. łódzkiego. W 1933 roku rozszerzono uprawnienia samorządowe gminy. Podczas okupacji gmina należała do dystryktu radomskiego (w Generalnym Gubernatorstwie). Po zakończeniu II wojny światowej utworzona została Gminna Rada Narodowa w Bratoszewicach a w 1950 roku funkcję wykonawczą Zarządu Gminnego przejęło Prezydium Gminnej Rady Narodowej.
1 lipca 1952 roku gmina składała się z 13 gromad: Bratoszewice, Ciołek, Kalinów, Koźle, Osse, Rokitnica, Sadówka, Smolice, Sosnowiec, Swędów, Tymianka, Wola Błędowa i Wyskoki. Jednostka została zniesiona 29 września 1954 roku wraz z reformą wprowadzającą gromady w miejsce gmin. Z obszaru gminy utworzono Gromadzkie Rady Narodowe. Po reaktywowaniu gmin 1 stycznia 1973 roku gminy nie przywrócono, a jej dawny obszar wszedł głównie w skład gminy Stryków.